# Manifestazione del 1968 sulla Piazza Rossa
La manifestazione del 1968 sulla piazza Rossa (in russo Демонстрация 25 августа 1968 года?, Demonstracija 25 avgusta 1968 goda), nota anche come la dimostrazione dei sette (in russo Демонстрация семерых?, Demonstracija semerych), fu una protesta pacifica che ebbe luogo il 25 agosto 1968 sulla piazza Rossa di Mosca. L’atto dimostrativo, che durò alcuni attimi prima di essere interrotto dalle autorità, venne portato avanti da otto persone per protestare contro l’intervento del Patto di Varsavia in Cecoslovacchia.

## La protesta
A mezzogiorno del 25 agosto 1968, sulla piazza Rossa, un gruppo di persone provenienti dalla porta Spasskij (Larisa Bogoraz, Konstantin Babickij, Vadim Delaunaj, Vladimir Dremljuga, Pavel Litvinov, Viktor Fainberg e Tat'jana Baeva), incrociò Natal'ja Gorbanevskaja, che portava nel passeggino una delle sue figlie, vicino al lobnoe mesto. Come avevano precedentemente concordato, la Gorbanevskaja e gli altri si sedetto nei pressi del monumento e tirarono fuori una piccola bandiera cecoslovacca, creata dalla donna, e degli striscioni con scritto: 
- "Stiamo perdendo i nostri migliori amici" (in russo мы теряем лучших друзей?, my terjaem lučšich druzej);
- "Viva la Cecoslovacchia libera ed indipendente" (in ceco: Ať žije svobodné a nezávislé Československo);
- "Abbasso gli occupanti" (in russo долой оккупантов?, Doloj okkupantov);
- "Giù le mani dalla ČSSR!" (in russo Руки прочь от ЧССР!?, Ruki proč' ot ČSSR!);
- "Per la vostra e la nostra libertà" (in russo За вашу и нашу свободу!?, Za vašu i našu svobodu!).

## Conseguenze

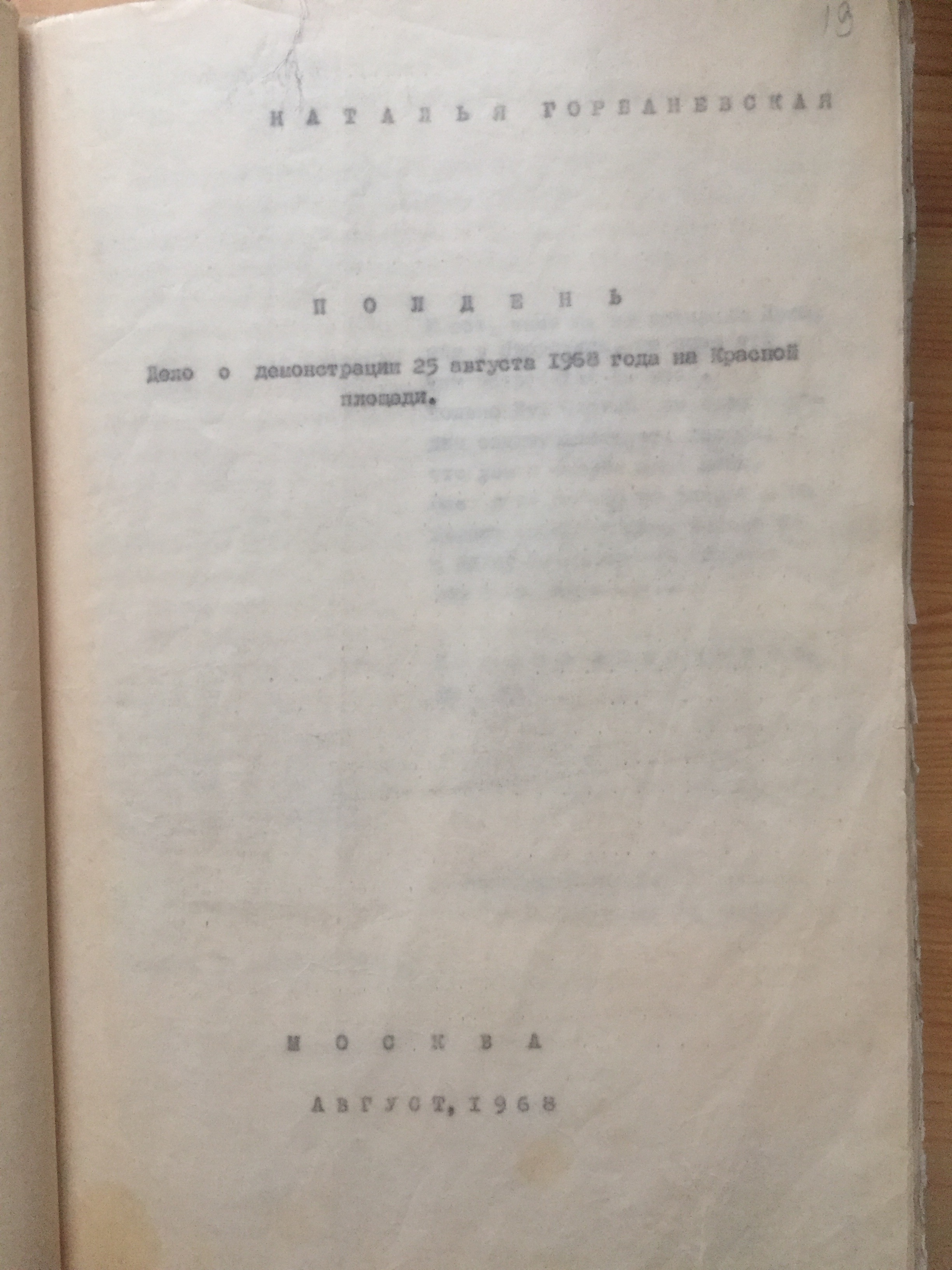
Samizdat di Natalja Gorbanevskaja sui fatti del 25 agosto.

Dopo pochi minuti la dimostrazione venne interrotta dall'intervento tempestivo di circa una decina di agenti del KGB in borghese, picchiando i manifestanti, lanciando loro insulti antisemiti e sequestrando gli striscioni. Fainberg già durante l'aggressione perse alcuni denti. Sei dei manifestanti vennero poi caricati su una Volga blu e portati via davanti ad una piccola folla che aveva assistito all'evento. L'evento fu poi descritto al Comitato Centrale del PCUS da un rapporto segreto del KGB datato 5 settembre 1968.
La Gorbanevskaja venne rilasciata poiché madre di due figli piccoli, potendo così spedire una lettera, il 28 agosto ad alcuni quotidiani occidentali (tra cui l'Humanité, il Washington Post ed il Times) in cui raccontava della dimostrazione e dell'arresto. Tat'jana Baeva, già al momento dell'arresto, disse, su consiglio degli altri sette partecipanti, di essere estranea alla manifestazione e l'attività investigativa non riuscì a provare il suo coinvolgimento.